# Vrandol
Vrandol (cirill betűkkel Врандол) egy falu Szerbiában, a Piroti körzetben, a Bela Palanka községben.

## Népesség
- 1948-ban 450 lakosa volt.
- 1953-ban 429 lakosa volt.
- 1961-ben 460 lakosa volt.
- 1971-ben 433 lakosa volt.
- 1981-ben 420 lakosa volt.
- 1991-ben 410 lakosa volt
- 2002-ben 372 lakosa volt, akik közül 361 szerb (97,04%), 9 cigány, 1 horvát.